# Finanzgericht Hamburg

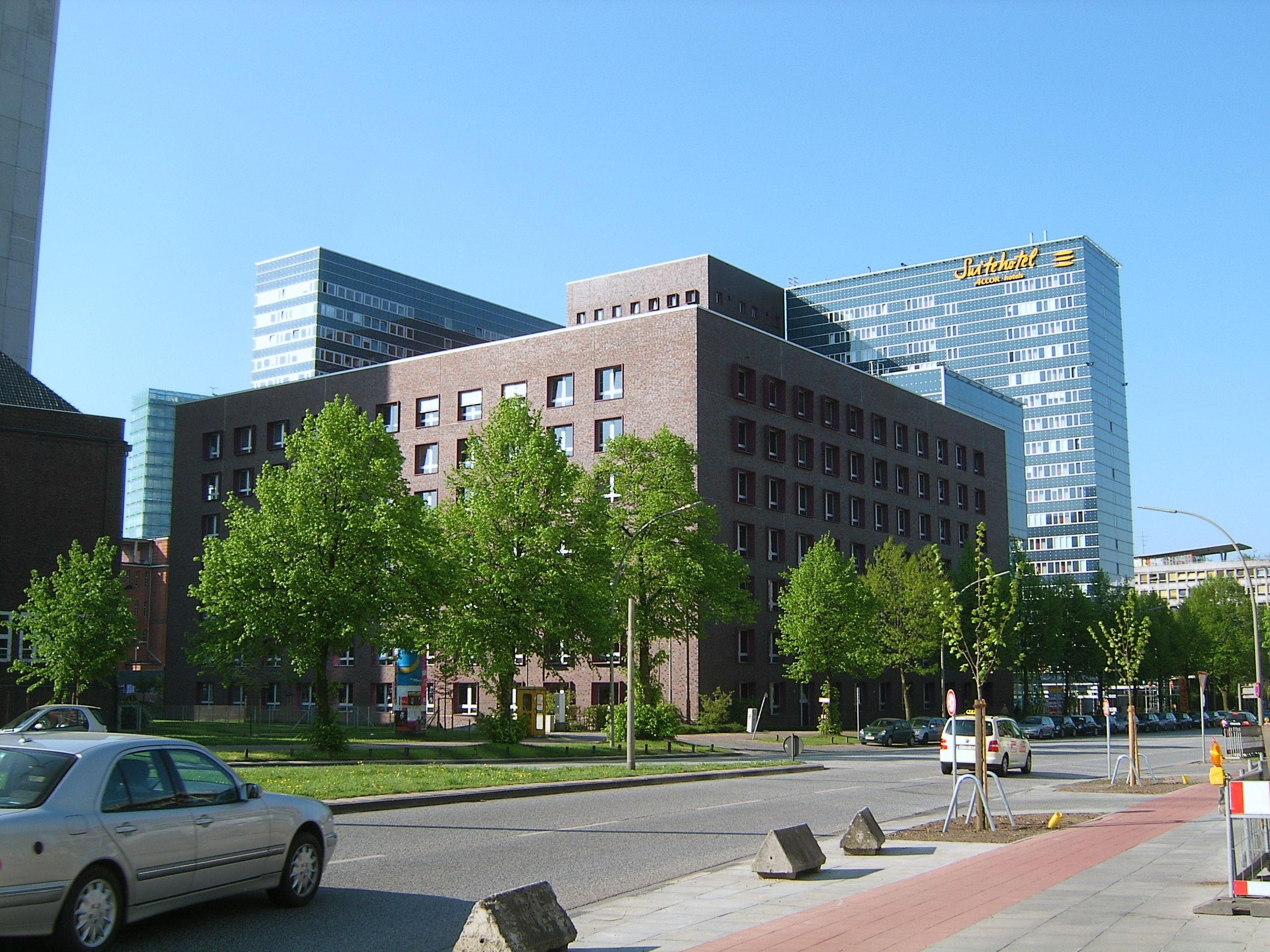
Finanzgericht Hamburg

Das Finanzgericht Hamburg ist das einzige Gericht der Finanzgerichtsbarkeit der Freien und Hansestadt Hamburg.

## Zuständigkeit
Der Gerichtsbezirk umfasst das Gebiet des Landes Hamburg. Darüber hinaus ist das Gericht auf Grundlage eines Staatsvertrags von 1981 in Streitigkeiten über Zoll- und Verbrauchssteuern auch für das Gebiet der Länder Niedersachsen und Schleswig-Holstein zuständig.
Sachlich zuständig ist das Finanzgericht Hamburg über die allgemeine sachliche Zuständigkeit hinaus auch für Klagen gegen öffentlich-rechtliche Abgaben des Landes Hamburg, ferner in Kirchensteuerangelegenheiten (§ 5 Gesetz zur Ausführung der Finanzgerichtsordnung).

## Sitz
Gerichtssitz ist Hamburg. Das Gericht ist im Haus der Gerichte (6. OG), Lübeckertordamm 4, ansässig. Präsident des Finanzgerichts ist Christoph Schoenfeld.

## Leitung (Finanzgerichtspräsidenten)
- Juli 1949–1956: August Sillem, wurde danach Richter am BGH
- Ab 1960: Christoph Rogge, * 18. September 1893
- 1. Dezember 1965: Günther Horn
- Ab 1. Juni 1977: Gerhard Maeder
- Ab 1. Juli 1981: Reimer Voß, * 27. Juni 1927
- Ab 1. Juli 1992: Rudolf Toboll, * 17. März 1934
- Ab 1. Dezember 1997: Jan Grotheer, * 7. November 1945
- Seit März 2012: Christoph Schoenfeld